# NK Čehi
NK Čehi je nogometni klub iz naselja Gornji Čehi u Novom Zagrebu. Natječe se u 2. NL zagrebačkoj.

## Povijest
Klub je osnovan 1961. godine pod imenom Čehi. Od tada, klub je promijenio nekoliko imena (Zvijezda i Čehi Kapra), te se od 1998. vraća na ime Čehi. Klub ima oko 160 članova te se trenutačno natječe u 2. Zagrebačkoj ligi.  